# 프린스 밸리언트 (1997년 영화)
《프린스 밸리언트》(영어: Prince Valiant)는 아일랜드, 영국, 독일에서 제작된 앤서니 히콕스 감독의 1997년 검마 판타지 독립 영화이다. 아서왕 전설에 기초하였다. 스티븐 모이어, 캐서린 하이글, 토마스 크레치만, 에드워드 폭스, 우도 키어, 조애나 럼리 등이 출연하였고, 카스튼 H.W. 로렌즈 등이 제작에 참여하였다.

## 줄거리
아서 왕의 사악한 누나 모건 러페이는 멀린의 무덤에서 마법 주문서를 도굴하고 슐 왕국의 바이킹 반군 지도자 슬라이건을 끌어들여 마상창 시합 중에 캐멀롯 궁전에서 마법의 칼 엑스칼리버를 훔친다. 이 마상창 시합을 지켜보는 관중에는 웨일스 공주 레이디 아일린이 포함되어 있다.
견습 기사 밸리언트는 몸져누운 거웨인을 대신하여 거웨인으로 변장을 하고 웨일스로 돌아가는 아일린 공주의 호위로 보내진다. 곧 슐의 정당한 후계자로 밝혀지게 되는 밸리언트와 아일린 공주는 "그 검을 쥐는 자가 세상을 지배하리라"는 예언의 소동에 휘말린다.

## 출연
- 스티븐 모이어 - 밸리언트 왕자 역
- 캐서린 하이글 - 아일린 공주 역
- 토마스 크레치만 - 새그나 역
- 에드워드 폭스 - 아서 왕 역
- 우도 키어 - 슬라이건 역
- 조애나 럼리 - 모건 러페이 역
- 론 펄먼 - 볼타 역
- 워릭 데이비스 - 퍼셰이 역
- 개븐 오헐리히 - 세인 왕 역
- 앤서니 히콕스 - 거웨인 경 역
- 마르쿠스 솅켄베리 - 타이니 역
- 잭 갤리건
- 발터 고텔

## 기타 제작진
- 미술: 크리스피언 샐리스

## 같이 보기
- 프린스 밸리언트 (1954년 영화)